# Messtischblatt

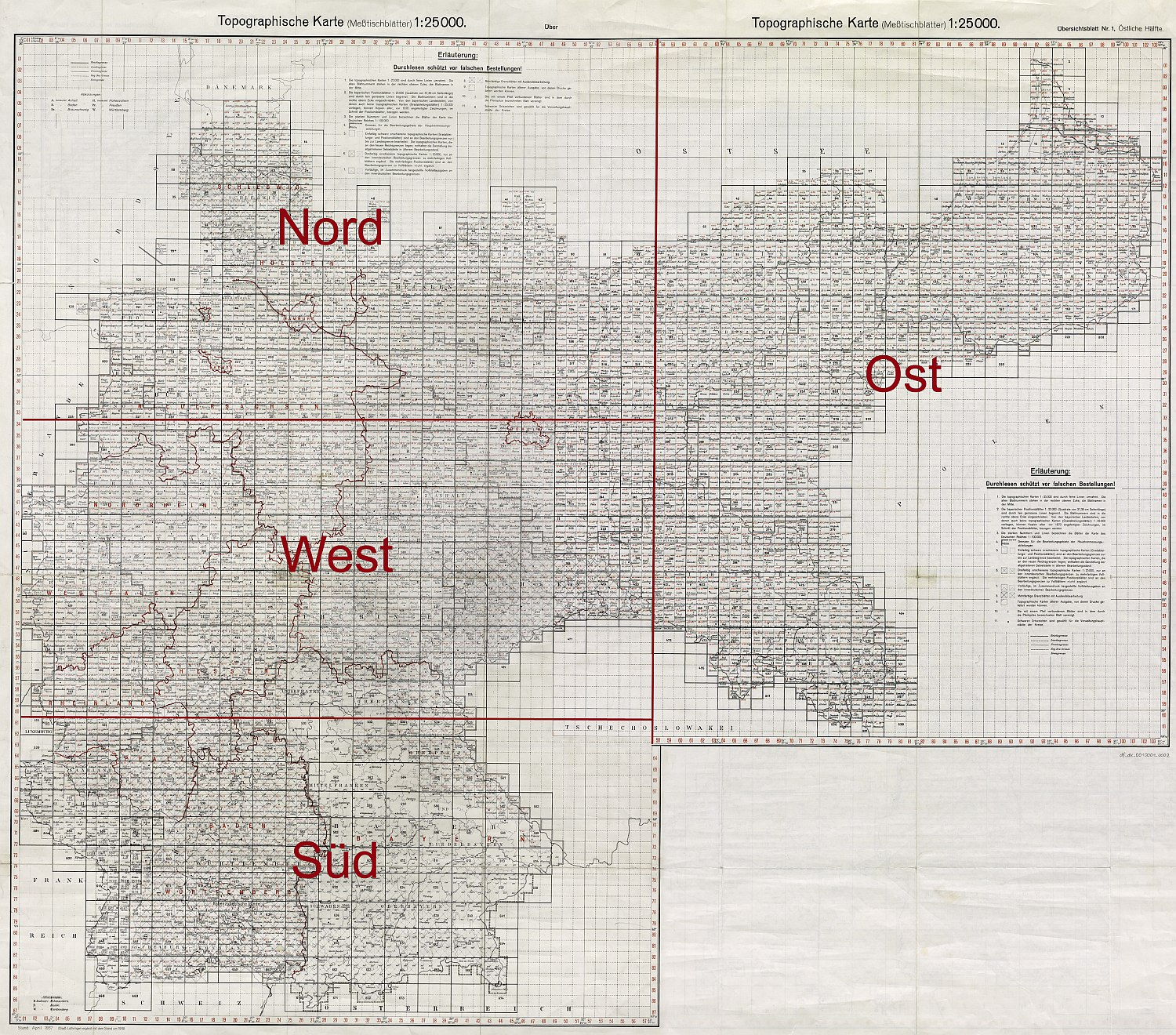
Gliederung der topographische Karten (Meßtischblätter) in Deutschland von 1870–1943

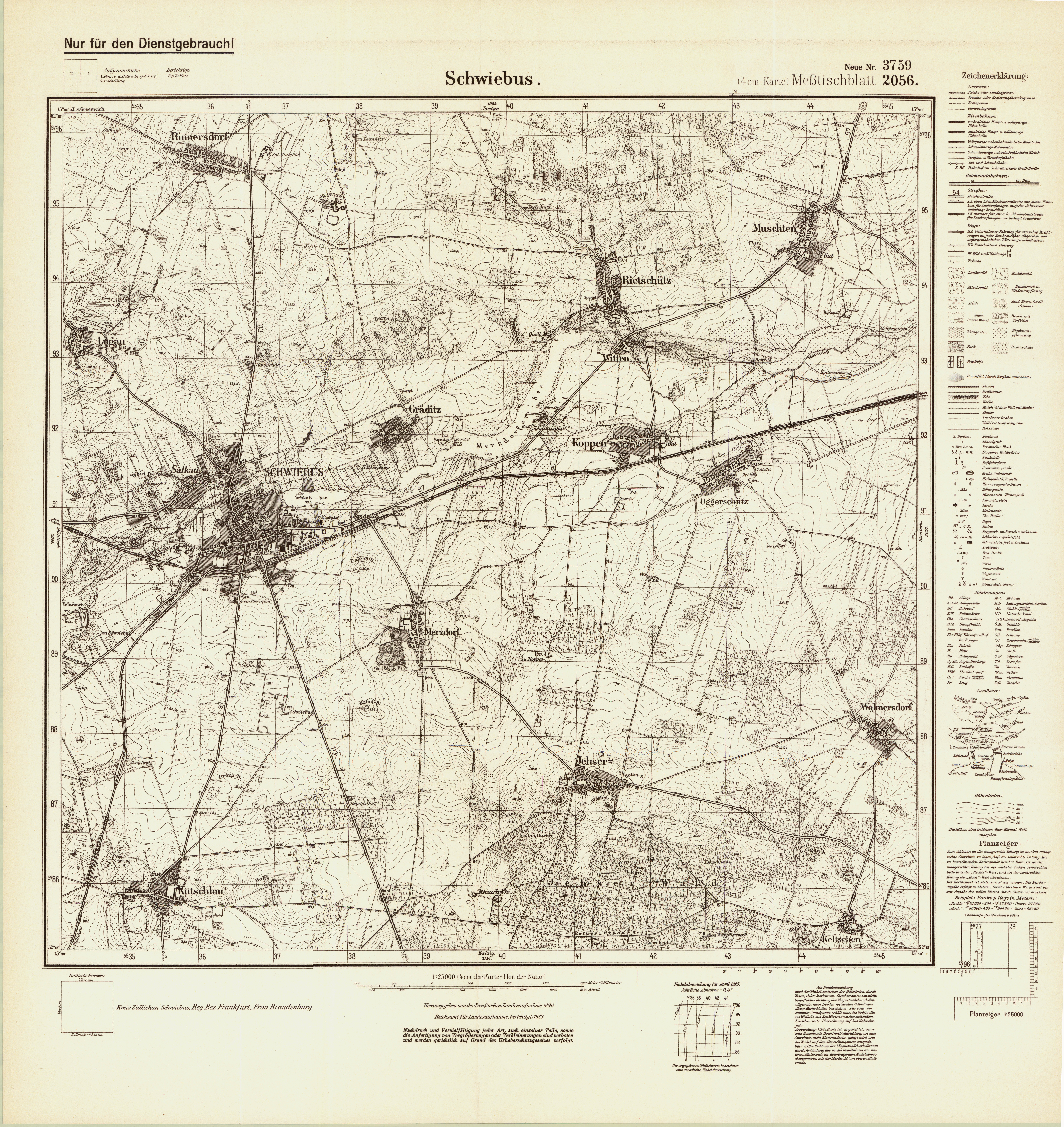
Messtischblatt 3759 Schwiebus (Świebodzin), 1933

Messtischblatt, früher Meßtischblatt, war in Deutschland die gängige Bezeichnung für die topografische Karte im Maßstab 1:25.000; die heute übliche Bezeichnung ist TK 25. Hierbei entsprechen 4 cm auf der Karte 1 km in der Natur („Vierzentimeterkarte“), was diesen Kartentyp – auch wegen der damit verbundenen Präzision – besonders bei Wanderern beliebt macht. Heute ist das Messtischverfahren weitgehend von der Luftbildfotogrammetrie abgelöst; die Bezeichnung „Messtischblatt“ für die TK 25 ist anachronistisch und wird nur noch selten verwendet.
Die ersten Messtischblätter entstanden in der Preußischen Neuaufnahme in den Jahren 1877 bis 1915, die wiederum auf den Urmesstischblättern der Preußischen Uraufnahme zwischen 1830 und 1865 basieren.

## Namensgebung
Der Name erklärt sich aus dem klassischen Aufnahmeverfahren (vgl.: Landesvermessung) von topografischen Karten im Gelände, die mittels Messtisch und Kippregel erfolgte.

## Geschichte

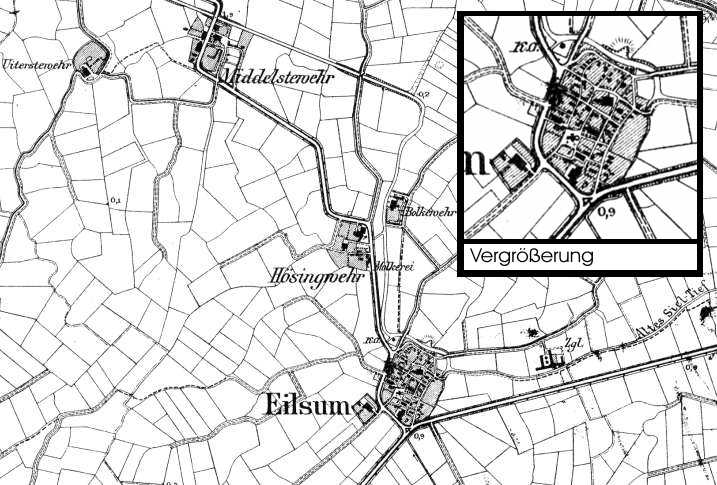
Ausschnitt eines Messtischblattes 1:25.000

Die auch heute noch gebräuchliche TK 25 entstand seit den Anfangsjahren des Deutschen Reiches, zunächst in Preußen, Mecklenburg, Oldenburg, den Hansestädten und den kleineren mitteldeutschen Bundesstaaten im Rahmen der preußischen Landesaufnahme ab 1876 bis zum Beginn des 20. Jahrhunderts, es folgten Sachsen im Rahmen der Landesaufnahme von 1898 bis 1924, Hessen durch Umarbeitung der Höhenschichtenkarte von Hessen 1:25.000, Baden durch Umarbeitung der Topographischen Karte von Baden 1:25.000, Württemberg durch Generalisierung aus der Höhenflurkarte 1:2500 und Bayern durch Generalisierung aus der Höhenflurkarte 1:5000 auf Grundlage des zuvor geschaffenen Lagefestpunktfeldes.
Das Luftbildplanwerk war eine systematische Kartierung mit Luftbildern, die an das System der Messtischblätter angeglichen wurden. Aus der Zeit von 1933 bis 1945 sind zahlreiche dieser Werke bekannt, die im 21. Jahrhundert in Landesluftbildarchiven beispielsweise vom Hessischen Landesamt für Bodenmanagement und Geoinformation genutzt werden.
In der DDR wurde in den Jahren 1956 bis 1969 eine neue topographische Landesaufnahme im Maßstab 1:10.000 durchgeführt, in deren Ergebnis eine Topographische Karte 1:10.000 entstand. Daraus wurde durch Generalisierung eine völlig neue TK 25 abgeleitet. Nach der Wiedervereinigung Deutschlands wurde die TK 25 der DDR wieder in das alte System der TK 25 aus der Zeit des Deutschen Reiches eingepasst.
Die Karten waren im preußischen Bearbeitungsgebiet ursprünglich in Schwarz-Weiß gehalten. In Sachsen, Hessen, Baden, Württemberg und Bayern erschienen die Karten jedoch dreifarbig mit schwarzem Grundriss, braunen Höhenlinien und blauen Gewässern. Standard ist heute eine vierfarbige Ausgabe mit zusätzlichen grünen Waldflächen, in den Bayerischen Alpen auch mit formenplastischer Geländeschattierung.

## Gradabteilungskarte
Die Kartenblätter sind als Gradabteilungskarten aufgebaut, das heißt die Begrenzung der Karten (der Blattschnitt) erfolgt durch ganzzahlige Meridiane und Breitenkreise, ursprünglich bezogen auf den Nullmeridian von Ferro. Jedes Kartenblatt ist 10 Längenminuten breit und 6 Breitenminuten hoch; somit ist das auf einem Blatt abgebildete Gebiet im mittleren Deutschland etwa 10 mal 10 Kilometer groß. Es entspricht beispielsweise der linke untere Eckpunkt des Blattes „6926 Stimpfach“ genau 49° 0’ Nord und 10° 0’ Ost und der rechte obere Eckpunkt 49° 6’ Nord und 10° 10’ Ost. Als Referenzellipsoid wurde für die Karten das Bessel-Ellipsoid benutzt. Deshalb muss man für eine Nutzung der Koordinaten für beispielsweise moderne GPS-Anwendungen diese erst in das Koordinatensystem „WGS 84“ transformieren.
Die Karten enthalten neben Straßen, Wegen und Geländemarkierungen auch Höhenlinien (Isohypsen) und sind damit nur für die feste Erdoberfläche ausgelegt, Angaben zu Wassertiefen und Gezeiten fehlen völlig.

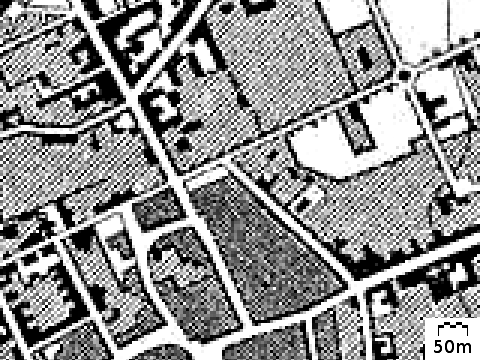
Druckauflösung einer topographischen Karte

Die Detailauflösung einer 1:25.000-Karte liegt bei etwa 12 m, was einem Punktabstand auf der Karte von 0,5 mm entspricht. Unten rechts im Kartenausschnitt (Bild rechts) symbolisieren die kleinen schwarzen Balken jeweils eine Länge von 10 m. Die Auflösung genügt, um die Breite von Straßen aufzulösen.
Um eine einfache Handhabung der Messtischblätter zu gewährleisten, erhält jedes Kartenblatt zusätzlich ein ebenes rechtwinkliges Koordinatengitter in Abständen von vier Zentimetern (entspricht jeweils einem Kilometer), so dass zu einer beliebigen Ortsangabe nur ein Wertepärchen aus dem so genannten Hoch- und Rechtswert erforderlich ist. Daher rührt auch der früher gebräuchliche Begriff „Vier-Zentimeter-Karte“.
Diese einfache Kartendarstellung stößt an Grenzen, weil erstens die Erdoberfläche nicht plan ist und zweitens die Meridiane (auch in Deutschland) nicht parallel verlaufen. Dadurch kommt es zu Überlappungszonen, in denen Ortsangaben wahlweise nach dem linken oder rechten Bezugsmeridian angegeben werden können.

## Blattbezeichnung
Ursprünglich waren die Messtischblätter zeilenweise von West nach Ost im Norden beginnend fortlaufend durchnummeriert.
Die einzelnen Blätter werden seit 1937 mit vierstelligen Nummern bezeichnet, wobei die ersten beiden Stellen die Zeile einer Nord-Süd-Abfolge repräsentieren, die letzten beiden Stellen dagegen die Spalte einer West-Ost-Abfolge; der Name des jeweils größten oder (historisch) bedeutendsten Ortes im abgebildeten Gebiet kann ebenfalls zur Blattbezeichnung herangezogen werden (Beispiel: „4425 Göttingen“ ist das Blatt in der 44. Reihe von Norden und der 25. Spalte von Westen, mit Göttingen als dem größten Ort; oder „5506 Aremberg“: 55. Reihe von Norden und 6. Spalte von Westen, Aremberg war bis 1794 der bedeutendste Ort).
Ausgangspunkt für die Nummerierung ist 56° Nord und 5° 50’ Ost entsprechend dem damaligen Gebietsstand des Deutschen Reiches vor 1918. Der nördlichste Punkt lag an der Ostsee beim Ort Nimmersatt im Memelland (Ostpreußen) und findet sich auf dem Blatt 0192.
| Nummer | Name        | Bundesland          | Lage in Deutschland |
| ------ | ----------- | ------------------- | ------------------- |
| 0916   | List (Sylt) | Schleswig-Holstein  | nördlichstes Blatt  |
| 8727   | Biberkopf   | Bayern              | südlichstes Blatt   |
| 4901   | Selfkant    | Nordrhein-Westfalen | westlichstes Blatt  |
| 4755   | Niesky Ost  | Sachsen             | östlichstes Blatt   |

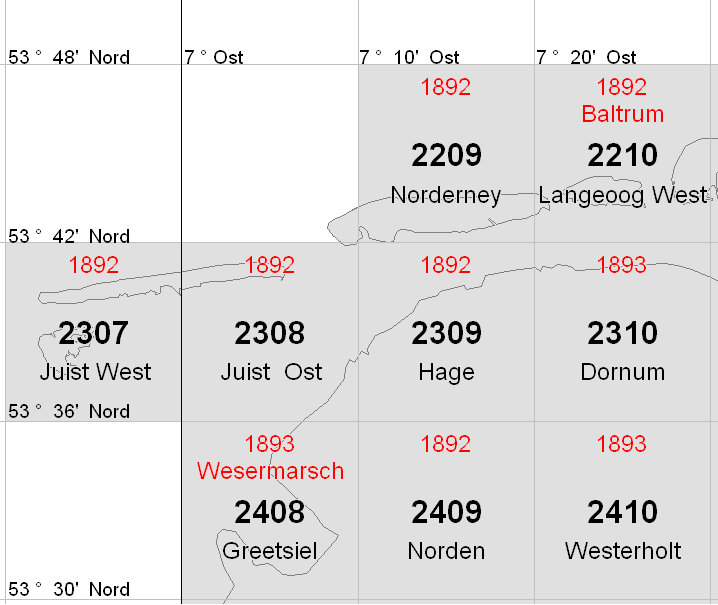
Beispielhafter Ausschnitt in Nordwestdeutschland

Das Beispiel zeigt einen Ausschnitt im Nordwesten Deutschlands in Ostfriesland.
Die oberste rote Zahl nennt das Jahr der Erstausgabe des jeweiligen Kartenblattes. Darunter befindet sich der ursprüngliche Name des Kartenblattes (ebenfalls in Rot), falls er sich vom heutigen Namen unterscheidet. Als Nächstes wird die aktuelle Nummer des Kartenblattes genannt, darunter befindet sich der heute aktuelle Name des Kartenblattes.
Größere Städte werden zum Teil auch auf mehreren nebeneinander liegenden Blätter genannt, beispielsweise „7120 Stuttgart-Nordwest“, „7121 Stuttgart-Nordost“, „7220 Stuttgart-Südwest“ und „7221 Stuttgart-Südost“, jeweils mit der baden-württembergischen Landeshauptstadt Stuttgart als bedeutendstem Ort.
Die historischen Bezeichnungen der Blätter weichen in einigen Fällen von den heutigen Bezeichnungen ab. Beispiele:
| Blattnummer | alter Name         | neuer Name              |
| ----------- | ------------------ | ----------------------- |
| 6323        | Tauberbischofsheim | Tauberbischofsheim-West |
| 6324        | Grünsfeld          | Tauberbischofsheim-Ost  |
| 6423        | Gissigheim         | Ahorn                   |

Dies kann verschiedene Gründe haben. Ein bedeutender Ort kann sich in den Bereich eines anderen Blattes ausgedehnt haben (z. B. Tauberbischofsheim vom Blatt Nr. 6323 auf Blatt Nr. 6324), oder im Bereich eines Blattes entstand im Zuge einer Gebietsreform eine neue Gemeinde, die sich aufgrund ihrer Bedeutung als neue Bezeichnung anbot (z. B. die Gemeinde Ahorn durch die Gebietsreform in Baden-Württemberg bei Blatt Nr. 6423).